# عبد الرزاق عمر محمد
عبد الرزاق عمر محمد (بالصومالية: Cabdirisaaq Cumar Maxamed)، سياسي صومالي، شغل منصب وزير الموارد الطبيعية في حكومة عبدي فارح شردون في الفترة ما بين 8 نوفمبر 2012 و 2 ديسمبر 2013، وشغل بعدها منصب وزير البترول والمياه والموارد الطبيعية لبضعة أيام في أوائل عام 2015، وأعيد تعيينه في المنصب في 2 أغسطس 2022. ولا يزال يشغل المنصب حتى الآن وشغل سابقا منصب وزير الأمن الداخلي في الفترة ما بين 6 فبراير 2015، و29 مارس 2017.

## وزير البترول والثروة المعدنية
في 2 أغسطس 2022 عُين عبد الرزاق وزيرا للبترول والثروة المعدنية في حكومة حمزة عبدي بري.
في 21 أكتوبر 2022 وقّع وزير البترول الصومالي عبد الرزاق عمر محمد صفقة للتنقيب عن النفط أثارت جدلا واسعا في البلاد وأكد الوزير أن الصفقة كانت مطروحة منذ فبراير مع شركة النفط والغاز "كوست لاين إكسبلوريشن" ومقرها الولايات المتحدة، مقابل مكافأة توقيع بقيمة 7 ملايين دولار أمريكي تدفعها الشركة للبنك المركزي الصومالي، وسُمح للشركة بالبدء في الاستكشاف عن النفط قبالة السواحل الصومالية.